# Hieronala huri
Hieronala huri är en fjärilsart som beskrevs av Lancelot A. Gozmany 1963. Hieronala huri ingår i släktet Hieronala och familjen Symmocidae. Inga underarter finns listade i Catalogue of Life.